# Jaswant Singh
Major Jaswant Singh (O ficheiro de áudio "En-us-Jaswant Singh from India pronunciation Voice of America.ogg" não foi encontrado; 3 de janeiro de 1938 - 27 de setembro de 2020) foi um oficial do Exército indiano e ministro do gabinete indiano. Ele foi um dos membros fundadores do Bharatiya Janata Party (BJP), e foi um dos parlamentares mais antigos da Índia, tendo sido membro do Lok Sabha ou do Rajya Sabha quase continuamente entre 1980 e 2014. Ele foi o candidato a vice-presidente do NDA na eleição para vice-presidente na Índia de 2012. Singh foi o único líder do Rajastão que teve a distinção de se tornar Ministro das Relações Exteriores, Finanças e Defesa.